# Depresión anaclítica
Depresión anaclítica o síndrome de hospitalismo es un término creado por el psicoanalista Rene Spitz en 1945 para designar un síndrome depresivo sobrevenido en el curso del primer año de vida del niño, consecutivo al alejamiento brutal y más o menos prolongado de la madre (hasta un máximo tres meses) tras haber tenido el niño una relación normal con ella.

## Cuadro clínico
El cuadro clínico que presenta es el siguiente: pérdida de la expresión mímica (de la sonrisa) mutismo, anorexia, insomnio, pérdida de peso y retardo psicomotor global. Sin embargo, la depresión anaclítica es reversible: si la ausencia de la madre no es muy prolongada, al restablecerse el vínculo, la depresión cesa muy rápidamente.
Es en este sentido que la depresión anaclítica es producto de una privación afectiva parcial en el niño, pero si esta privación sobrepasa las dieciocho semanas el niño probablemente pasaría al estado de hospitalismo.  En este estado, también descrito por Spitz, la separación madre-hijo, durante un tiempo muy largo o total, desemboca en la imposibilidad del niño para entablar contactos afectivos permanentes; por ejemplo, porque está en una institución de salud que da tratamiento impersonal. El hospitalismo puede engendrar estragos irreversibles, incluyendo la muerte. Debido a las investigaciones de Spitz, la concepción de la atención hospitalaria de niños pequeños en los países desarrollados cambió radicalmente.
En la literatura psicoanalítica inglesa y norteamericana, "anaclisis", voz de la que deriva el adjetivo "anaclítico", es el equivalente de "apuntalamiento".